# 张修维
张修维（1996年3月13日—），曾用名张吉轩，出生于四川省达州市，中国足球运动员，司职中场。现效力中超联赛球队广州恒大。由于其长相和球风都酷似皇家马德里中场大将卢卡·莫德里奇，因而被球迷昵称为“中国魔笛”，也被媒体评价为中国最看好的年轻球员之一。

## 俱乐部生涯

### 早年
张修维早年就读于成都棠湖外国语实验学校，是该校及成都足协重点培养的球员，曾以“张吉轩”为名参加2008年成都市学校足球甲级联赛，效力于棠湖一队。此后，张修维效力于成都U19队。

### 里昂
张修维在2012年试训法甲球队里尔队，但未能入选。同年底，张修维参加里昂青年队的训练，于翌年4月9日正式签约，先期签订两年合同，自8月起代表里昂参加法国U19、预备队联赛，成为第一个和里昂俱乐部签约的中国足球运动员。8月23日，在法國全國乙組聯賽第2轮里昂B队对阵里昂-杜切尔的比赛中，代表里昂B队出战的张修维在比赛中替补出场，成为他在法国联赛的首秀。

### 天津权健
2016年2月1日，中甲联赛球队天津权健足球俱乐部官方先后宣布，签下张修维、晏紫豪、刘奕鸣3名旅欧国青小将。5月8日，张修维迎来了他的中甲联赛首秀。虽然他所在的权健队对阵主场青岛中能以2-3的比分遭遇连败，但表现依然积极。9月4日，在中甲联赛第25轮的比赛中，张修维在第83分钟外围远射轰入绝杀，为权健队获得一球，也以1-0的比分险胜武汉卓尔。同月11日，天津权健对阵主场北京人和，张修维梅开二度，最终以3-0的比分获胜。10月15日，在贵州恒丰智诚对阵天津权健的比赛中，范云龙在倒地的情况踹了张修维一脚，而异常激动的张修维随即与对方队员发生言语冲突，主裁判马宁分别向范云龙、张修维出示红牌。在2016赛季末期，张修维脚部出现受伤，在冬歇期赴意大利进行了脚部手术，随后又到法国度过了为期八个星期的康复。2017年春节期间，张修维随天津权健其他球员赴意大利卡塔尼亚进行冬训备战。
2017年4月1日，张修维首次在中超比赛中亮相，他所在的权健队以1-0的比分小胜河南建业，取得权健队史上的中超首胜。6月3日，在山东鲁能泰山对阵天津权健的比赛中，张修维在第68分钟包抄破门，成为他在中超生涯的首个进球，而鲁能也以1-2的比分负于天津权健，遭遇该赛季首场主场失利。
其后由于醉驾事件和年龄造假，张修维遭到禁赛。

#### 解禁后复出
2018年7月，在中超联赛二次转会结束后，中超公布了勘正后的秩序册。根据秩序册，上半程停赛的张修维成为二次补报的球员，这也意味着张修维被解禁复出，顺利进入权健后半赛季的报名名单中。7月17日，在天津权健对阵广州富力的比赛进行第57分钟时，苏缘杰由于受伤不能坚持，主帅索萨让张修维登场，这是张修维时隔341天重归赛场。

### 广州恒大
2018年2月，《南方都市报》报道称，天津权健和广州恒大正在谋划张修维与邹正、荣昊互换，但双方谈判并未最终敲定。同年3月，恒大方面放弃交易。
2019年2月7日，张修维以2000万人民币的转会费加盟中超7连冠霸主广州恒大淘宝足球俱乐部。在3月1日广州恒大对阵老东家天津天海的比赛中，张修维首次以恒大队队员身份亮相。

## 国家队生涯
张修维曾任中国国家少年足球队队长，曾参加2012年亞足聯U-16錦標賽。在2014年亚足联U-19锦标赛1/4决赛中，张修维代表的中国国青队对阵卡塔尔国青队，以2-4失利惨遭淘汰，连续5届无法获得U-20世界杯的参赛资格。2017年7月23日，在2018年亞足聯U-23錦標賽外圍賽J组小组赛上，张修维代表的中国国青队以2-1的比分击败日本国青队。2018年，张修维缺席2018年亚足联U-23锦标赛和2018年亚洲运动会。
2018年10月，中国足协组建国家集训队，张修维正式入选集训名单。随后，中国足协决定补充征召张修维进入国家队，暂时不参加55人集训营，备战2019年亚洲杯决赛阶段的比赛。10月16日，在中国队与叙利亚队的比赛中，张修维在第87分钟时替补吴曦出场，完成了他在国家队的首秀。

## 生涯统计

### 俱乐部统计
最後更新：2019年8月22日 
| 俱乐部统计 | 俱乐部统计 | 俱乐部统计       | 联赛 | 联赛 | 杯赛       | 杯赛       | 联赛杯         | 联赛杯         | 洲际赛         | 洲际赛         | 合计 | 合计 |
| 赛季       | 俱乐部     | 联赛             | 上场 | 进球 | 上场       | 进球       | 上场           | 进球           | 上场           | 进球           | 上场 | 进球 |
| 法国       | 法国       | 法国             | 联赛 | 联赛 | 法国杯     | 法国杯     | 法國聯賽盃     | 法國聯賽盃     | 欧洲冠军联赛   | 欧洲冠军联赛   | 合计 | 合计 |
| ---------- | ---------- | ---------------- | ---- | ---- | ---------- | ---------- | -------------- | -------------- | -------------- | -------------- | ---- | ---- |
| 2014-15    | 里昂B队    | 法國全國乙組聯賽 | 2    | 0    | 0          | 0          | 0              | 0              | -              | -              | 2    | 0    |
| 2015-16    | 里昂B队    | 法國全國乙組聯賽 | 0    | 0    | 0          | 0          | 0              | 0              | -              | -              | 0    | 0    |
| 中国       | 中国       | 中国             | 联赛 | 联赛 | 中国足协杯 | 中国足协杯 | 中国超级联赛杯 | 中国超级联赛杯 | 亚足联冠军联赛 | 亚足联冠军联赛 | 合计 | 合计 |
| 2016       | 天津权健   | 中国足球甲级联赛 | 15   | 3    | 3          | 0          | -              | -              | -              | -              | 18   | 3    |
| 2017       | 天津权健   | 中国足球超级联赛 | 17   | 1    | 3          | 0          | -              | -              | -              | -              | 20   | 1    |
| 2018       | 天津权健   | 中国足球超级联赛 | 16   | 0    | 0          | 0          | -              | -              | 1              | 0              | 17   | 0    |
| 2019       | 广州恒大   | 中国足球超级联赛 | 17   | 0    | 1          | 0          | -              | -              | 5              | 0              | 23   | 0    |
| 合计       | 法国       | 法国             | 2    | 0    | 0          | 0          | 0              | 0              | 0              | 0              | 2    | 0    |
| 合计       | 中国       | 中国             | 65   | 4    | 7          | 0          | 0              | 0              | 6              | 0              | 78   | 4    |
| 生涯合计   | 生涯合计   | 生涯合计         | 67   | 4    | 7          | 0          | 0              | 0              | 6              | 0              | 80   | 4    |

### 国家队生涯
| 国家队 | 国家队 | 国家队 |
| 年份   | 上场   | 进球   |
| ------ | ------ | ------ |
| 2018   | 1      | 0      |
| 2019   | 1      | 0      |
| 合计   | 2      | 0      |

## 荣誉

### 俱乐部
天津权健
- 中甲联赛冠军：2016[31]

## 人物事件

### 醉驾事件
2017年8月15日凌晨，张修维因醉酒驾驶机动车，在天津市和平区岳阳道与昆明路交口处与停放在路边的6辆机动车发生碰撞，事故造成7辆机动车受损，无人员伤亡。经检测，张修维血液酒精含量为每百毫升189.3毫克。根据警方公告，张修维因涉嫌危险驾驶罪，于8月16日被天津公安和平分局依法刑事拘留。根据媒体当时发布的照片，在张修维前往公安局接受调查时，他的队友张鹭亦到场陪同。而张鹭在两年后也因醉驾被刑拘。
2017年8月22日，天津权健俱乐部发布声明，指出张修维的行为严重违反了权健俱乐部球员管理规定，更触犯了国家的法律法规，造成了极坏的社会影响。张修维本人亦对交通事故中的受害方及全社会表示最深的歉意。9月14日，中国足协发表声明，称张修维因涉嫌危险驾驶，决定在有关部门出具正式结果之前，暂停其参加中国足协举办的正式足球活动。26日，天津权健决定对张修维停薪6个月，在停薪期间将按照天津市最低工资标准支付其生活费及“五险一金”。
2017年12月15日，天津市和平区人民法院公布对张修维醉驾案的判决。判决书显示，法院以危险驾驶罪判处张修维拘役三个月，缓刑三个月，并处罚金人民币8000元。天津市和平区社区矫正管理支队收到张修维的刑事判决书、执行通知书、执行告知书后，根据《社区矫正实施办法》和《天津市社区矫正实施细则（试行）》的相关规定，通知其当天下午14时前来报到，并接受社区矫正宣告。社区矫正管理支队也为张修维佩戴了电子定位手环。

### 年龄造假
根据天津市和平区人民法院公布的刑事判决书显示，张修维曾用名张吉轩，为1996年出生。但经多年前的资料显示，张吉轩户口簿上的生日为1994年出生，因此张修维有更改年龄的嫌疑。早在2008年成都市学校足球甲级联赛的球员名单中，张修维以曾用名张吉轩出现在棠湖一队的球员名单中，且出生年份显示为1994年。2018年2月5日，中国足协通报其处罚结果，认定张修维“年龄造假”是在其青少年阶段为了上学目的而作出造假行为，后又改回原本年龄。中国足协决定对张修维作出停赛9个月的处罚，停赛期限自2017年9月19日起至2018年6月18日止。